# 灌蛇属
灌蛇属（学名：Drymoluber）是游蛇科下的一个属。

## 下属物种
本属包括以下物种：
- Drymoluber apurimacensis Lehr, Carrillo & Hocking, 2004
- 巴西灌蛇 Drymoluber brazili (Gomes, 1918)
- Drymoluber dichrous (Peters, 1863)